# Astro-Zombies – Roboter des Grauens
Astro-Zombies – Roboter des Grauens (Originaltitel: The Astro-Zombies) ist ein US-amerikanischer Horrorfilm des Regisseurs Ted V. Mikels aus dem Jahr 1968.

## Handlung
Der CIA-Agent Holman untersucht Morde, bei denen den Leichen Organe entnommen wurden. Er kommt zu dem Schluss, dass Dr. DeMarco, der frühere Direktor des Astro Space Laboratory, ein Lebewesen mit einem fehlerhaften Gehirn erschaffen hat. DeMarco versteckt sich seit seinem Rauswurf mit seinem verkrüppelten Assistenten in einem alten Haus in einem Vorort, um dort in Ruhe seine Experimente mit dem menschlichen Körper durchführen zu können. Mehrere ausländische Agenten, unter ihnen die exotische Satana, sind an DeMarcos Arbeit interessiert.
Als eine Laborassistentin verstümmelt wird, setzt Holman eine seiner Mitarbeiterinnen als Köder für DeMarco an. Der Plan funktioniert, einer der sogenannten Astro-Zombies greift die Frau an und fährt mit ihr zu DeMarcos Haus. Auch Satana und ihr Gehilfe haben DeMarcos Aufenthaltsort gefunden. Holman und seine Männer umstellen das Haus. DeMarco, Satana und die Astro-Zombies sind gefangen. Als die Lebewesen beginnen, wahllos zu morden, erschießt Satana DeMarco. Doch noch bevor er stirbt, kann DeMarco einen Selbstzerstörungsmechanismus aktivieren, der das Haus und alle Personen darin zerstört.

## Kritiken
Das Lexikon des internationalen Films beschrieb den Film als „bis zur Lächerlichkeit primitiver, schludriger Horrorfilm..“ Der Evangelische Filmbeobachter kommt zu einem ähnlichen Urteil: „Bis zur Lächerlichkeit primitiv ausgedacht und technisch geschludert. Für Freunde von Science-Fiction-Grusel eine Zumutung!“

## Hintergrund
Die Uraufführung in den USA fand im Mai 1968 statt. In Deutschland erschien der Film erstmals am 19. Dezember 1969.
Für Wendell Corey war es der letzte Film. Ein halbes Jahr nach der Uraufführung verstarb der 54-jährige Schauspieler.
2002 erschien eine Fortsetzung des Films unter dem Titel Mark of the Astro-Zombies, den Ted V. Mikels inszenierte, und in dem die Japanerin Tura Satana ihre Rolle wiederholte. Auf diesen Film folgten Astro-Zombies: M3 – Cloned im Jahr 2010 und  Astro-Zombies: M4 – Invaders from Cyberspace 2012 als Fortsetzungen. Bei allen diesen Filmen führt Mikels Regie.

## Nachwirkungen
Die amerikanische Horror-Punk-Band Misfits veröffentlichte 1982 den Song Astro Zombies auf ihrem Album Walk Among Us, in welchem Frontmann Glenn Danzig aus der Perspektive des verrückten Wissenschaftlers Dr. DeMarco schildert.